# 115
| Calendário gregoriano                                                        | 115 CXV                       |
| Ab urbe condita                                                              | 868                           |
| Calendário arménio                                                           | -437 – -436                   |
| Calendário bahá'í                                                            | -1729 – -1728                 |
| Calendário budista                                                           | 659                           |
| Calendário chinês                                                            | 2811 – 2812                   |
| Calendário copta                                                             | -169 – -168                   |
| Calendário etíope                                                            | 107 – 108                     |
| Calendários hindus - Vikram Samvat - Calendário nacional indiano - Cáli Iuga | 170 – 171 36 – 37 3215 – 3216 |
| Calendário Holoceno                                                          | 10115                         |
| Calendário islâmico                                                          | 523 BH – 522 BH               |
| Calendário judaico                                                           | 3875 – 3876                   |
| Calendário persa                                                             | 507 BP – 506 BP               |
| Calendário rúnico                                                            | 365                           |
| Calendário solar tailandês                                                   | 658                           |

115 (CXV, na numeração romana) foi um ano comum do século II do Calendário Juliano, da Era de Cristo,  e a sua letra dominical foi G (52 semanas), teve início numa segunda-feira e terminou também numa segunda-feira.
| Ano completo                         |
| ------------------------------------ |
| Ano comum com início à segunda-feira |

## Eventos
- Trajano suprime a revolta dos Judeus no Egipto e no Norte de África.
- Papa Alexandre I, 6º papa.
- Uma revolta irrompe na Grã-Bretanha; a guarnição de Eboraco (Iorque) é massacrada..[1]